# Матвіїв Степан Олексійович
Матвіїв Степан Олексійович (10 березня 1968, Піщани, Львівська область) — український футболіст, тренер. Грав за команди «Дніпро» Черкаси, Арсенал-Київ" і «ЦСКА-2» (обидві Київ), «Спартак» і «Чорногора» (обидві Івано-Франківськ), «Волинь» Луцьк, ФК «Тисмениця» Тисмениця, «СДЮШОР-Металург» і «Торпедо» (обидві Запоріжжя), «Борисфен-2» Бориспіль. З 2011 року — тренер-помічник Романа Григорчука в одеському «Чорноморці», з 2015 року — в азербайджанському ФК «Ґабала». В 2022 році повернувся в Одесу і став тренером-помічником в «Чорноморці», а в 2024 році його призначили на посаду головного тренера клубу «Скала 1911» зі Стрия. 
19 вересня 2024 року призначений на пост головного тренера футбольного клубу «Скала 1911»
Батько футболіста Ярослава Матвіїва.